# 羅莫斯
羅莫斯是瑞士的城鎮，位於該國中部，由琉森州負責管轄，面積37.32平方公里，六成土地是森林，海拔高度791米，2011年人口693，人口密度每平方公里19人。